# National Reformer
National Reformer (1860 - 1893) was een Britse krant die werd opgericht door Charles Bradlaugh en Joseph Barker, twee leden van de Sheffield Secular Society. Dit uit overtuiging dat religie de vooruitgang in de weg staat en Bradlaugh en Barker een stroming voorstonden die ze atheïstisch secularisme noemden.

## Onder Bradlaugh
De krant kende een oplage van 5000 exemplaren, toen Barker in 1861 opstapte vanwege onenigheid met Bradlaugh over zijn visie op geboortebeperking. John Watson nam van 1863 tot 1866 de taken over van de wegens ziekte afwezige Bradlaugh, die na terugkomst mede de National Secular Society oprichtte. Annie Besant kwam in 1874 naar de National Reformer en schreef een serie over vrouwenrechten, het huwelijk en de politieke status van vrouwen. In de jaren (18)80 schreef Edward Aveling een reeks artikelen over wetenschap en religie.

## Post-Bradlaugh
Wanneer Bradlaugh in 1891 sterft, wordt John M. Robertson de nieuwe hoofdredacteur. Hoewel Besant nog enkele bijdragen levert, gaat de krant twee jaar na het overlijden van haar oprichter ter ziele.